# Olajsárga susulyka
Az olajsárga susulyka (Inocybe dulcamara) a susulykafélék családjába tartozó, Európában és Észak-Amerikában honos, lombos és fenyőerdőkben élő, mérgező gombafaj. 

## Megjelenése
Az olajsárga susulyka kalapja 2-4 cm széles, alakja fiatalon domború, majd ellaposodik, de nem nem kúpos. Széle nem behasadozó. Színe olaj- vagy okkersárga, sárgásbarna, idősen dohánybarna. Felülete finoman szálas-nemezes.
Húsa vékony, sárgás vagy narancssárgás színű. Szaga dohos, retekre emlékeztető; íze keserű, édeskés.  
Lemezei kissé lefutók. Színük fiatalon olívsárga, később fahéjbarna. Élük fehéres.
Tönkje nem gumós. Színe majdnem megegyezik a kalapéval. Felülete a finoman szálas vélumzóna alatt némileg nemezes-szálas. 
Spórapora világos sárgásbarna. Spórája elliptikus, sima, mérete 7,2-8,8 × 4,4-5,9 µm.

### Hasonló fajok
A tengerparti susulyka, az illatos susulyka vagy a pikkelykés susulyka hasonlít hozzá.

## Elterjedése és termőhelye
Európában és Észak-Amerikában honos. Magyarországon gyakori.
Lombos- és fenyőerdőben, erdőszélen él. A talajt illetően igénytelen, homokos talajon is megtalálható. Júniustól októberig terem.  
Enyhén mérgező, muszkarint tartalmaz.   

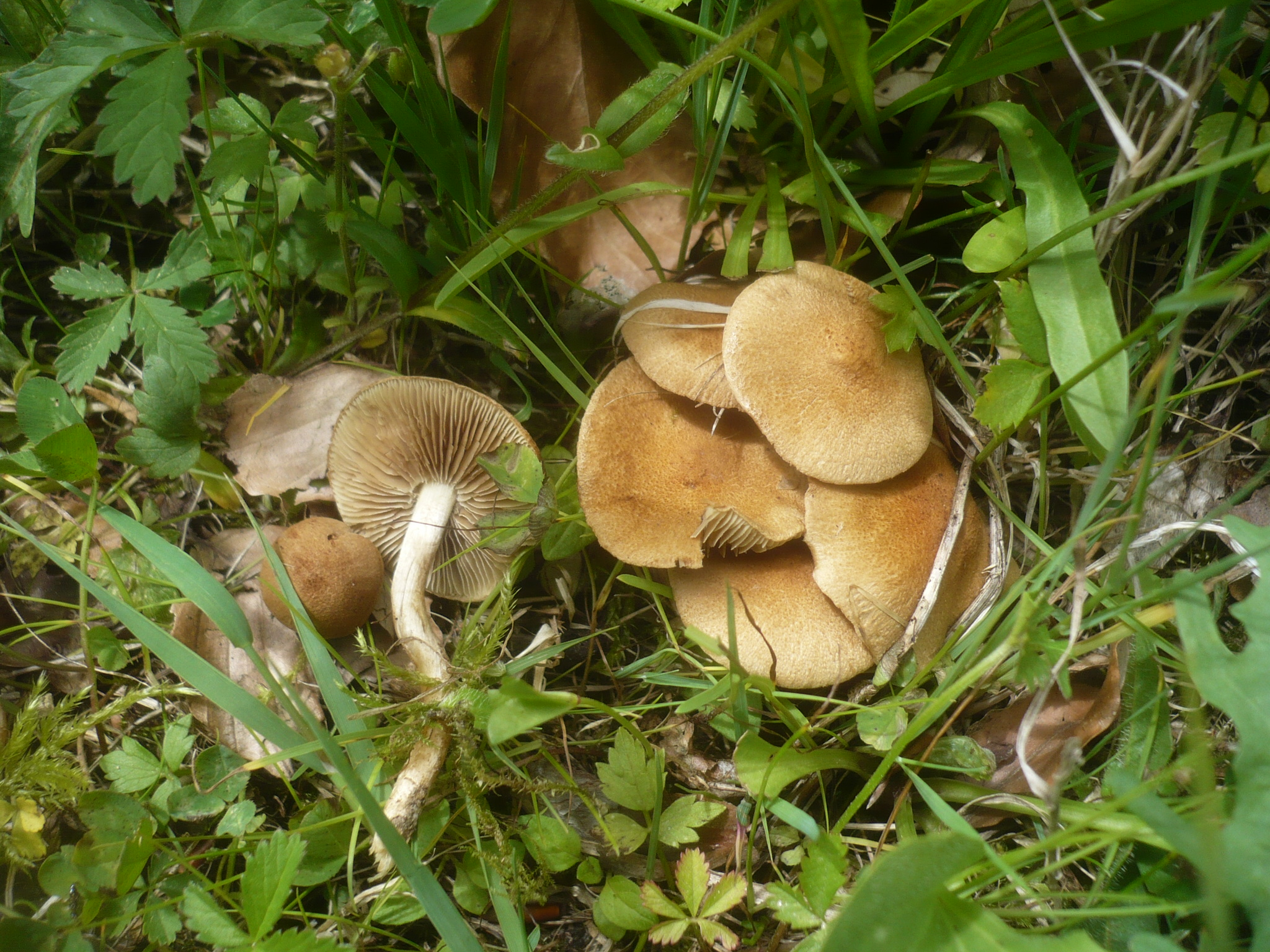
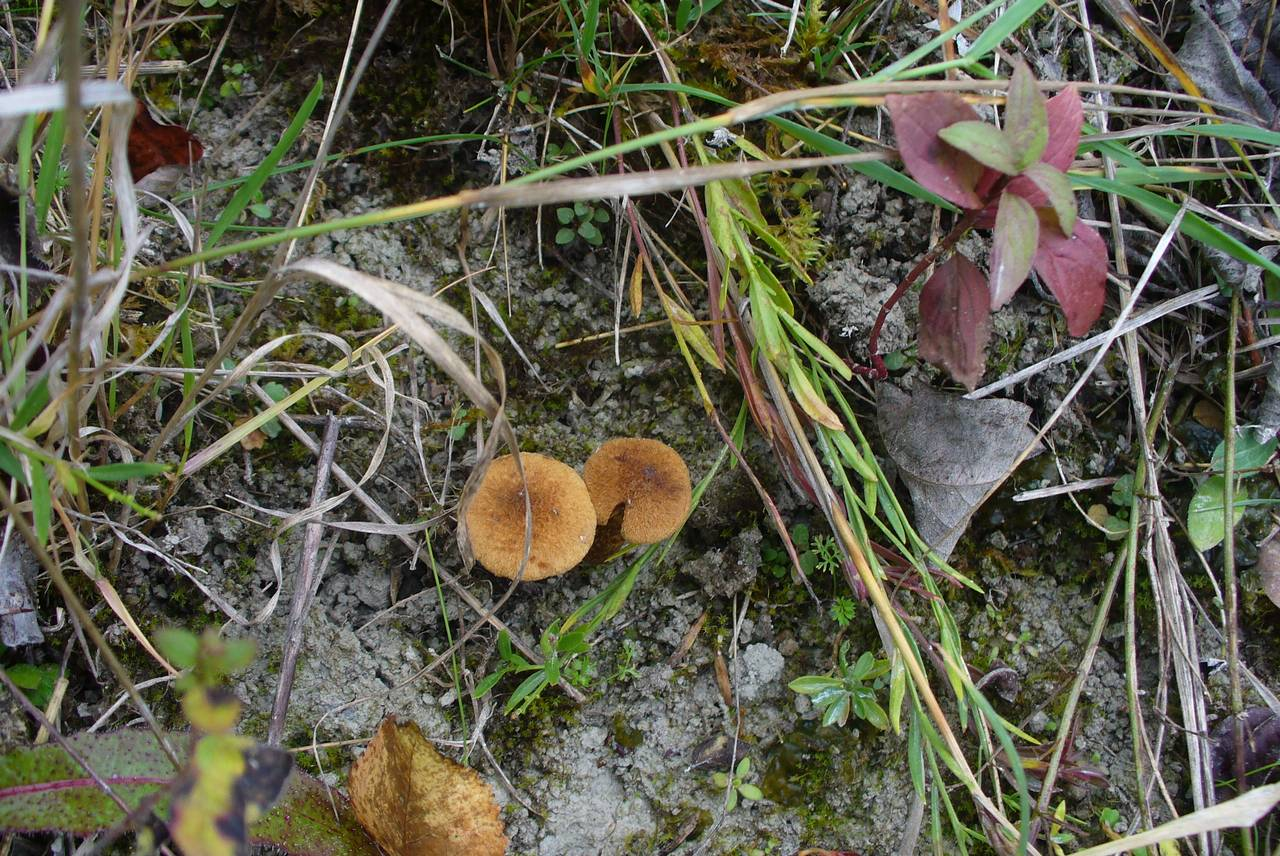
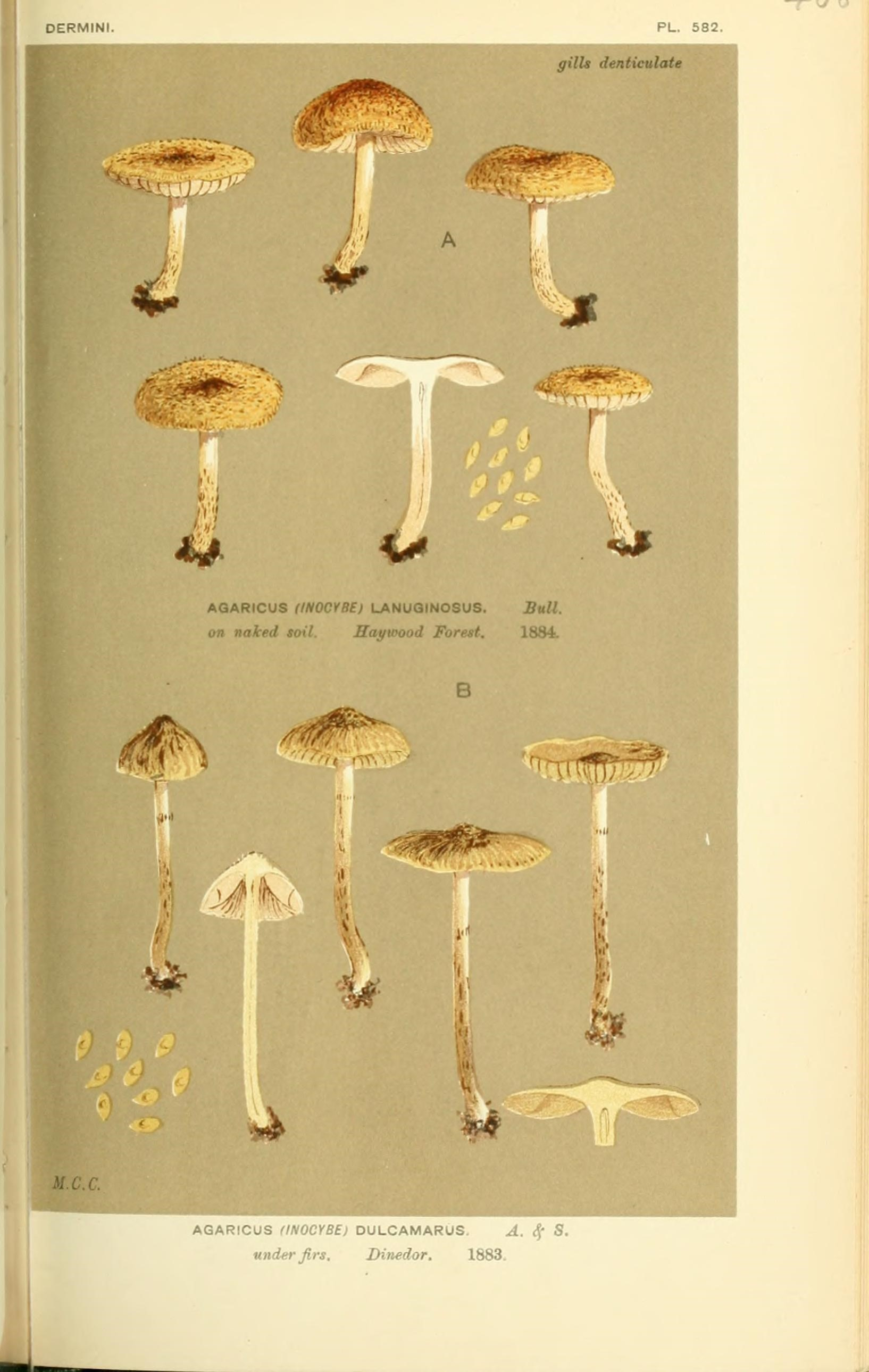